# Calocybella
Calocybella is een geslacht van schimmels behorend tot de familie Lyophyllaceae. De typesoort is Calocybella pudica.

## Soorten
Volgens Index Fungorum telt het geslacht acht soorten (peildatum januari 2022):
| Soortnaam                  | Auteur(s)                                   | Publicatiejaar |
| -------------------------- | ------------------------------------------- | -------------- |
| Calocybella babruka        | K.N.A. Raj & Manim.                         | 2016           |
| Calocybella dicholamellata | K.P.D. Latha, K.N.A. Raj & Manimohan        | 2020           |
| Calocybella dominicana     | Angelini & Vizzini                          | 2017           |
| Calocybella goethei        | Angelini & Vizzini                          | 2021           |
| Calocybella juncicola      | (R. Heim) P.-A. Moreau, Bellanger & Corriol | 2017           |
| Calocybella lohitha        | K.N.A. Raj & Manim.                         | 2016           |
| Calocybella pudica         | (Bon & Contu) Vizzini, Consiglio & Setti    | 2015           |
| Calocybella swetha         | K.N.A. Raj & Manim.                         | 2016           |